# Pycnothea selkirkii
Pycnothea selkirkii är en havsspindelart som beskrevs av Loman, J.C.C. 1921. Pycnothea selkirkii ingår i släktet Pycnothea och familjen Callipallenidae. Inga underarter finns listade i Catalogue of Life.